# Марга Лопез
Марга Лопез (шп. Catalina Margarita López Ramos; Сан Мигел де Тукуман, 21. јун 1924 — Аргентина, 4. јул 2005) била је истакнута мексичка глумица.